# Porta d'Espanya
La Porta d'Espanya és un edifici de Prats de Molló i la Presta inventariat com a monument històric des del 4 de març del 1922.

## Descripció
És una de les portes de les Muralles de Prats de Molló i la Presta.

## Història
Fou construïda el segle xvii.